# 피치스
메릴 베스 니스커(Merrill Beth Nisker, 1968년 11월 11일 ~ )는 피치스(Peaches)라는 예명으로 잘 알려진 캐나다의 싱어송라이터이다.